# Strimhuvad myrvireo
Strimhuvad myrvireo (Dysithamnus striaticeps) är en fågel i familjen myrfåglar inom ordningen tättingar.

## Utbredning och systematik
Fågeln förekommer i Centralamerika i sydöstligaste Honduras, östra Nicaragua och Costa Rica. Den behandlas som monotypisk, det vill säga att den inte delas in i några underarter.

## Status
IUCN kategoriserar arten som livskraftig.